# Aphyosemion koungueense
Aphyosemion koungueense är en fiskart som först beskrevs av Sonnenberg 2007.  Aphyosemion koungueense ingår i släktet Aphyosemion och familjen Nothobranchiidae. Inga underarter finns listade i Catalogue of Life.